# Demonax detortus
Demonax detortus là một loài bọ cánh cứng trong họ Cerambycidae.